# La Basketteuse n°5
Pour plus de détails, voir Fiche technique et Distribution.
La Basketteuse n°5 (chinois simplifié : 女篮5号 ; chinois traditionnel : 女籃5號 ; pinyin : Nǚlán Wǔ Hào) est un film chinois de 1957 produit par Tianma Film Studio et réalisé par Xie Jin. C'est le premier film consacré au sport et en couleur de la République Populaire de Chine, et également le premier film de Xie Jin.

## Synopsis
Avant la création de la république Populaire de Chine, Lin Jie, la fille du dirigeant de l'équipe de basket-ball de Chine orientale à Shanghai, tombe amoureuse du meilleur joueur de l'équipe, Tian Zhenhua. Lors d'un match contre les soldats marins étrangers, le dirigeant, qui a accepté de l'argent pour truquer la partie,  ordonne à l'équipe de perdre. Mais Tian, très attaché à la nation qu'il représente, ne veut pas de cet arrangement et  dirige l'équipe à la victoire. Le dirigeant embauche des voyous pour qu'ils donnent une leçon à Tian, et oblige également sa fille à épouser un homme riche. 18 ans plus tard, Tian est maintenant l'entraîneur de l'équipe féminine de basket de Shanghai. Xiao Jie, la fille de Lin, est une jeune sportive douée pour le basket, mais qui a aussi des préjugés négatifs sur une carrière sportive. Tian l'aide et l'encourage avec patience. Xiao Jie est blessée dans un match et hospitalisée. Tian et Lin se croisent tous deux lors d'une visite à Xiao Jie et leur amour renaît. Xiao Jie est ensuite sélectionnée dans l'équipe nationale et participe à des compétitions internationales.

## La place du film dans le cinéma chinois
Le cinéma chinois est né à Shanghai. Plus d’un millier de films y sont produits entre 1921 et 1937. Mais l'invasion japonaise en 1937, puis l'établissement de la République Populaire de Chine et sa réappropriation du territoire de la Chine sonne le glas de cette industrie : ses entrepreneurs quittent la ville en 1949 pour Hong-Kong et Taiwan. L’industrie cinématographique est nationalisée, et un Bureau du Cinéma est créé pour faire de cet art un outil de propagande et mettre sous contrôle les réalisations. Une nouvelle génération de réalisateurs apparaît progressivement dont un des plus talentueux est le jeune Xie Jin. Ce film est son premier film, et il va marquer la période qui précède la Révolution culturelle. 
Mais ce nouveau cinéma n'est pas destiné à être exporté. Pour que les critiques occidentaux puissent l'apercevoir, il faut qu'il se rendent au Festival de Karlovy Vary, en Tchécoslovaquie, où l'essentiel des films projetés proviennent de l'URSS et des pays de l'Est, et où dominent dans les années 1950, l'esprit du «réalisme socialiste» cher à Andreï Jdanov.

## Accueil du film
Le film est un succès en Chine. La critique occidentale le découvre quelques décennies plus tard. 
En France, le réalisateur Xie Jin est salué à la fois par la revue Positif et par les Cahiers du Cinéma, ce qui n'est pas commun. Hubert Niogret, dans Positif, note l'éloge du sport et du travail, thème de propagande, mais relève l'habileté du cinéaste : « Si La basketteuse n°5 nous est supportable, c’est bien parce qu’il sait nous attacher à ses personnages et nous faire participer à leurs émotions. ». Jacques Siclier, dans le journal Le Monde, note : « Xie Jin pratique avec habileté l'art du chromo (des images en beige et brun, rappelant les couvertures de magazines chinois) et la technique du retour en arrière, pour opposer l'ancien et le nouveau dans un mélo sportif. ».
Timothy Tung a mis en exergue que Xie Jin aimait diriger les femmes et qu'il a eu tendance à trouver une nouvelle star féminine pour chacun de ses grands films. Les actrices jouant dans ce film de 1957 offrent, selon lui, le spectacle d'une « vitalité décomplexée » ce qui constitue une rupture dans l'image de la femme dans le cinéma chinois. Il note que le film est sorti concomitamment à la Campagne des Cent fleurs, une campagne voulant redonner une certaine liberté d'expression à la population, mais qui a été de courte durée.
D'autres analyses soulignent que ce film met en avant effectivement une image nouvelle de la femme, mais que les jeunes femmes restent placées sous l'autorité d'un homme qui les dirige et les discipline.

## Fiche technique
- Réalisateur : Xie Jin.
- Scénario : Xie Jin.
- Photographie : Huang Shaofen, Shen Xinlin.
- Réalisateur adjoint : Qiang Ming.
- Musique : Huang Huai.
- Direction artistique : Wang Yuebai, He Ruiji.
- Son : Lu Zhongbo, Liu Guangjie.
- Montage : Wei Chunbao.

## Distribution
- Qin Yi : Lin Jie
- Liu Qiong : Tian Zhenghua
- Cao Qiwei : Lin Xiao
- Yu Mingde : Lao Meng
- Cui Chaoming : Boss Lin
- Wang Qi : Tao Kai
- Lin Zhen : Mrs. Tao
- Xiang Mei : Wang Aizhu
- Jin Chuan : un jeune homme.
- Wang Zhifang : Zhu Aiping.
- Gong Deren : Cao Xiaodi.
- Lin Tianxiu : Xu Zhenzhen.
- Lin Shuqing : Wang Simei.
- Huang Shafei : Lin Xiuqinq.
- Yang Aifen : Yang Suqin.
- Qin Jian : Chen Zhifang.